# شارلوت روش
شارلوت روش (بالألمانية: Charlotte Roche)‏ هي مقدمة تلفزيونية وكاتِبة وممثلة ألمانية، ولدت في 18 مارس 1978 في المملكة المتحدة. من الجوائز التي نالتها جائزة جريم ‏ سنة 2004.

## جوائز
- جائزة جريم [الإنجليزية]‏ (2004)

## وصلات خارجية
- شارلوت روش على موقع IMDb (الإنجليزية)
- شارلوت روش على موقع مونزينجر (الألمانية)
- شارلوت روش على موقع ألو سيني (الفرنسية)
- شارلوت روش على موقع ميوزك برينز (الإنجليزية)
- شارلوت روش على موقع أول موفي (الإنجليزية)
- شارلوت روش على موقع قاعدة بيانات الأفلام السويدية (السويدية)
- شارلوت روش على موقع أول ميوزيك (الإنجليزية)
- شارلوت روش على موقع ديسكوغز (الإنجليزية)
- شارلوت روش على موقع قاعدة بيانات الفيلم (الإنجليزية)
- شارلوت روش على موقع كينوبويسك (الروسية)